# Kemps Hill
Kemps Hill ist eine kleine Landstadt im Süden von Jamaika. Die Ortschaft befindet sich im County Middlesex im Parish Clarendon. Die genaue Einwohnerzahl ist unbekannt.

## Geografie
Kemps Hill befindet sich in der südlichsten Landzunge von Jamaika, wenige Kilometer von der Küste entfernt. Die kultivierte Landschaft um den Ort herum, die für den Anbau von Agrarprodukten genutzt wird,  ist eingeebnet und liegt im Durchschnitt 20 Metern über den Meeresspiegel. Das Land flacht Richtung Süden langsam ab. Westlich von Kemps Hill erhebt sich ein Hügel mit einer ungefähren Höhe von 100 Meter über dem Meeresspiegel, von dem der Ort wohl auch seinen Namen erhalten hat.
Die nächsten Ortschaften sind die beiden Siedlungen Caswell Hill und Ashley Hall die ungefähr 3 Kilometer nördlich liegen und sich direkt nebeneinander befinden. Ebenfalls 3 Kilometer jedoch in südlicher Richtung, befinden sich die ebenfalls nebeneinander liegenden Ortschaften Race Course und Gowrie. Der größte Ort im Umkreis ist das circa 9 Kilometer entfernte Hayes im Norden.

## Schulen
Trotz seiner geringen Größe befindet sich in Kemps Hill die Kemps Hill High, eine überregional bekannte High School.